# 奧爾尼峰
46°00′07.7″N 07°02′33.8″E / 46.002139°N 7.042722°E
奧爾尼峰（Pointe d'Orny），是瑞士的山峰，位於該國南部，由瓦萊州負責管轄，屬於勃朗峰的一部分，處於奧西耶爾以西，海拔高度3,271米，每年平均降雨量1,303毫米。